# Reuniunea Învățătorilor Români Sălăjeni
Reuniunea Învățătorilor Români Sălăjeni a fost o asociație profesională din Comitatul Sălaj înființată în 1871 cu sediul la Șimleu Silvaniei. Este cea mai veche asociație culturală din Sălaj. În iunie 1919 sediul s-a mutat la Zalău, iar denumirea s-a schimbat în Asociația Învățătorilor Români Sălăjeni.

## Istorie
Pe 16 octombrie 1870, la adunarea convocată la Șimleu Silvaniei, se dezbat și se aprobă statutele Reuniunii Învățătorilor Români Sălăjeni, alegându-se totodată și un birou de conducere provizoriu. Statutele sunt trimise, apoi, spre aprobare ministerului de resort, care le retrimite la Șimleu aprobate, cu unele modificari neesențiale, pe data de 12 iunie 1871. Printre cei 17 membrii fondatori ai Reuniunii Învățătorilor Români Sălăjeni s-a aflat și preotul Gavril Vaida. Amintim câteva din personalitățile sălăjene marcante, care au fondat reuniunea: Vicarul Silvaniei Demetriu Coroianu, ulterior canonic de Gherla; Vasiliu Pop, canonic de Gherla; marele om politic și mecen Gheorghe Pop de Băsești; Teodor Pop, protopopul Bredului; luptătorul politic sătmărean Vasile Lucaciu, la vremea respectivă profesor de religie și limba română la gimnaziul superior din Satu Mare; Gavril Trif, la vremea respectivă profesor la preparandia din Zalău; Andrei Cosma, la vremea respectivă pretore al plasei Tășnad, etc. Vicarul Silvaniei Demetriu Coroianu a fost primul președinte al Reuniunii Învățătorilor Sălăjeni.
Pe 1/13 mai 1873 are loc cea de a doua adunare generală anuală a noii Reuniuni Învățătorești Sălăjene s-a ținut în Bobota, sub președinția lui Ioan Jarda, vicepreședinte al reuniunii. La această adunare s-a ales un nou secretar primar al reuniunii, în locul lui Ioan Chitta, în persoana lui Ioan Copos, învățător în Șoimuș. De asemenea, se alege o comisie, care urma să elaboreze un proiect pentru a se împărți filialele în mod corespunzător și să se stabilească activitatea lor, sperându-se ca prin această împărțire să se eficientizeze activitatea reuniunii.
Cea de-a 32-a adunare generală a Reuniunii Învățătorilor Români Sălăjeni are loc în Bobota pe 10 august 1902. În funcția de președinte a fost reales vicarul Alimpiu Barbolovici, vicepreședinte a fost ales Vasile Olteanu, secretar Ioan Hendea, notar George Nichita, casier Nicolae Pop, controlor Daniil Graur senior, iar ca jurist consult a fost ales dr. Coriolan Meseșian.
Pe data de 10 iunie 1919, în cadrul unei adunări care a avut loc la Zalău, se schimbă denumirea societății din Reuniunea Învățătorilor Români Sălăjeni în Asociația Învățătorilor Români Sălăjeni, ca secție a Asociației Transilvănene.